# اچ‌ام‌اس بریستول (دی۲۳)
اچ‌ام‌اس بریستول (دی۲۳) (به انگلیسی: HMS Bristol (D23)) یک کشتی بود که طول آن ۵۰۷ فوت (۱۵۵ متر) بود. این کشتی در سال ۱۹۶۹ ساخته شد.